# Суарис ди Соуза, Франсиску Белизариу
Франси́ску Белиза́риу Суа́рис ди Со́уза (порт. Francisco Belisário Soares de Sousa; 9 ноября 1839 , Итабораи, Бразильская империя — 24 сентября 1889), Рио-де-Жанейро) — бразильский политический и государственный деятель, журналист, банкир
.
Был президентом Банка Бразилии, депутат штата, заместителем председателя Палаты депутатов Бразилии, министром финансов (1885—1888), государственным советником и сенатором Бразильской империи (1887—1889).
Будучи министром сельского хозяйства, заложил свои фазенды и рабов в Банк Бразилии, непосредственно перед отменой рабства по, так называемому, Золотому закону Бразилии (1888), что вызвало громкий скандал.
Вскоре после этого умер.